# Ernst Benda
Ernst Benda (15. januar 1925 i Berlin – 2. marts 2009 i Karlsruhe) var en tysk jurist og politiker (CDU). 
Han tog artium i 1943 og gjorde tjeneste i marinen til 1945. Derefter studerede han jura ved Humboldt-universitetet og tilhørte det sidste frit valgte studentråd. Foråret 1948 blev han udvist fra universitetet, efter at kommunisterne strammede grebet, og rejste til USA hvor han studerede ved universitetet i Wisconsin-Madison, for så at fortsætte studierne ved Freie Universität Berlin. Han tog den anden juridiske statseksamen i 1955 og virkede fra 1956 som advokat i Berlin.
Som leder for Junge Union i Vestberlin hørte han sammen med Rainer Hildebrandt til grundlæggerne af den antikommunistiske Kampgruppen mod umenneskelighed. Senere blev han medlem af Berlins parlament (1954-57) og det tyske parlament (1957-71), føderal statssekretær (1967-68) og derefter indenrigsminister (1968-1969) i regeringen Kiesinger og præsident for Forfatningsdomstolen (1971-83). I 1984 blev han professor ved universitetet i Freiburg im Breisgau. Han har også været præsident for den protestantiske kirkedag (1993-95).
Han har modtaget storkorset af Republikken Italiens fortjenstorden (1974), det store ærestegn i guld for fortjenester for Republikken Østrig (1975) og storkorset af Bundesverdienstkreuz (1983). I 1974 blev han udnævnt til æresdoktor ved det juridiske fakultet ved universitetet i Würzburg og i 1987 modtog han Heinz-Herbert Karry-prisen.

## Publikationer
- Verfassungsprobleme der Großen Koalition, i: Die Große Koalition 1966 – 1969. Eine kritische Bestandsaufnahme, Freudenstadt 1969, Seiten 162 – 168.
- Zukunftsfragen der Parlamentarischen Demokratie, i: Zeitschrift für Parlamentsfragen, Jg. 1978, Heft 4, Seiten 510 – 521.
- Meinungsforschung und repräsentative Demokratie, i: Horst Baier, Mathias Kepplinger, Kurt Reumann, Öffentliche Meinung und sozialer Wandel, Opladen 1981, Seiten 96 – 104.
- Das Verhältnis von Parlament und Bundesverfassungsgericht, i: Uwe Thaysen, Roger H. Davidson, Robert G. Livingstone, US-Kongreß und Deutscher Bundestag, Opladen 1988, Seiten 217 – 232.